# Акшехир
Акшехи́р (тур. Akşehir Gölü) — бессточное пресноводное озеро в провинциях Конья и Афьонкарахисар на юго-западе Турции.
Южнее озера располагается город Акшехир. Имеет тектоническое происхождение. В озеро впадают канал Эбер, пять небольших речек, стекающих с горного хребта Султандаг, и множество ручьёв. В центральной и северной частях бьют подземные источники, повышающие его солёность. Воды озера используются для полива. Место обитания редких видов птиц.